# Burning (The War on Drugs)
Burning is een nummer van de Amerikaanse indierockband The War on Drugs uit 2015. Het is de derde single van hun derde studioalbum Lost in the Dream.
Burning flopte in Amerika, maar werd wel een bescheiden succesje in België. Het behaalde de 6e positie in de Vlaamse Ultratip 100. Hiermee was het iets minder succesvol dan de vorige singles Red Eyes en Under the Pressure.